# Чемпионат Болгарии по тяжёлой атлетике 1985
Чемпионат Болгарии по тяжёлой атлетике 1985 года прошёл с 6 по 9 июня в Сливене. Атлеты были разделены на 10 весовых категорий и соревновались в двоеборье (рывок и толчок).

## Медалисты
| Категория    | Золото                                    | Золото   | Серебро                               | Серебро  | Бронза                              | Бронза   |
| До 52 кг     | Любомир Хаджиев «Арда» Кырджали           | 227,5 кг | Женя Сарандалиев «Марица» Пловдив     | 220 кг   | Алекси Александров «Арда» Кырджали  | 195 кг   |
| До 56 кг     | Митко Грыблев «Академик» София            | 252,5 кг | Николай Колев «Сливен»                | 250 кг   | Севдалин Маринов «Марица» Пловдив   | 245 кг   |
| До 60 кг     | Стефан Димитров «Добруджа» Велико-Тырново | 295 кг   | Емелиян Давыдов «Лудогорец» Разград   | 240 кг   | Саби Йорданов «Арда» Кырджали       | 222,5 кг |
| До 67,5 кг   | Михаил Петров ЦСКА                        | 322,5 кг | Веселин Галабаров ЦСКА                | 317,5 кг | Атанас Янков «Черноморец» Бургас    | 302,5 кг |
| До 75 кг     | Минчо Пашов «Левски-Спартак»              | 335 кг   | Добрин Добрев «Черноморец» Бургас     | 310 кг   | Петко Миланов «Этыр» Велико-Тырново | 310 кг   |
| До 82,5 кг   | Александр Вырбанов «Левски-Спартак»       | 347,5 кг | Стефав Стефанов «Академик» София      | 335 кг   | Йордан Гюров «Марица» Пловдив       | 332,5 кг |
| До 90 кг     | Ради Радев «Добруджа» Велико-Тырново      | 365 кг   | Йордан Йочев «Академик» София         | 355 кг   | Детелин Петров «Левски-Спартак»     | 350 кг   |
| До 100 кг    | Пламен Шанов «Этыр» Велико-Тырново        | 375 кг   | Бойко Пырванов «Академик» София       | 352,5 кг | Иван Ангелов «Черноморец» Бургас    | 335 кг   |
| До 110 кг    | Янко Георгиев «Славия»                    | 397,5 кг | Йосиф Русев «Лудогорец» Разград       | 377,5 кг | Ваньо Караджов «Спартак» Пловдив    | 347,5 кг |
| Свыше 110 кг | Владимир Пенев «Академик» София           | 370 кг   | Стефан Трифонов «Этыр» Велико-Тырново | 340 кг   |                                     |          |